# 弗龙泰拉-杜斯瓦莱斯
弗龙泰拉-杜斯瓦莱斯是巴西米纳斯吉拉斯州的一个市镇。总面积318平方公里，总人口4835人，人口密度15.2人/平方公里。